# Constante cosmologique

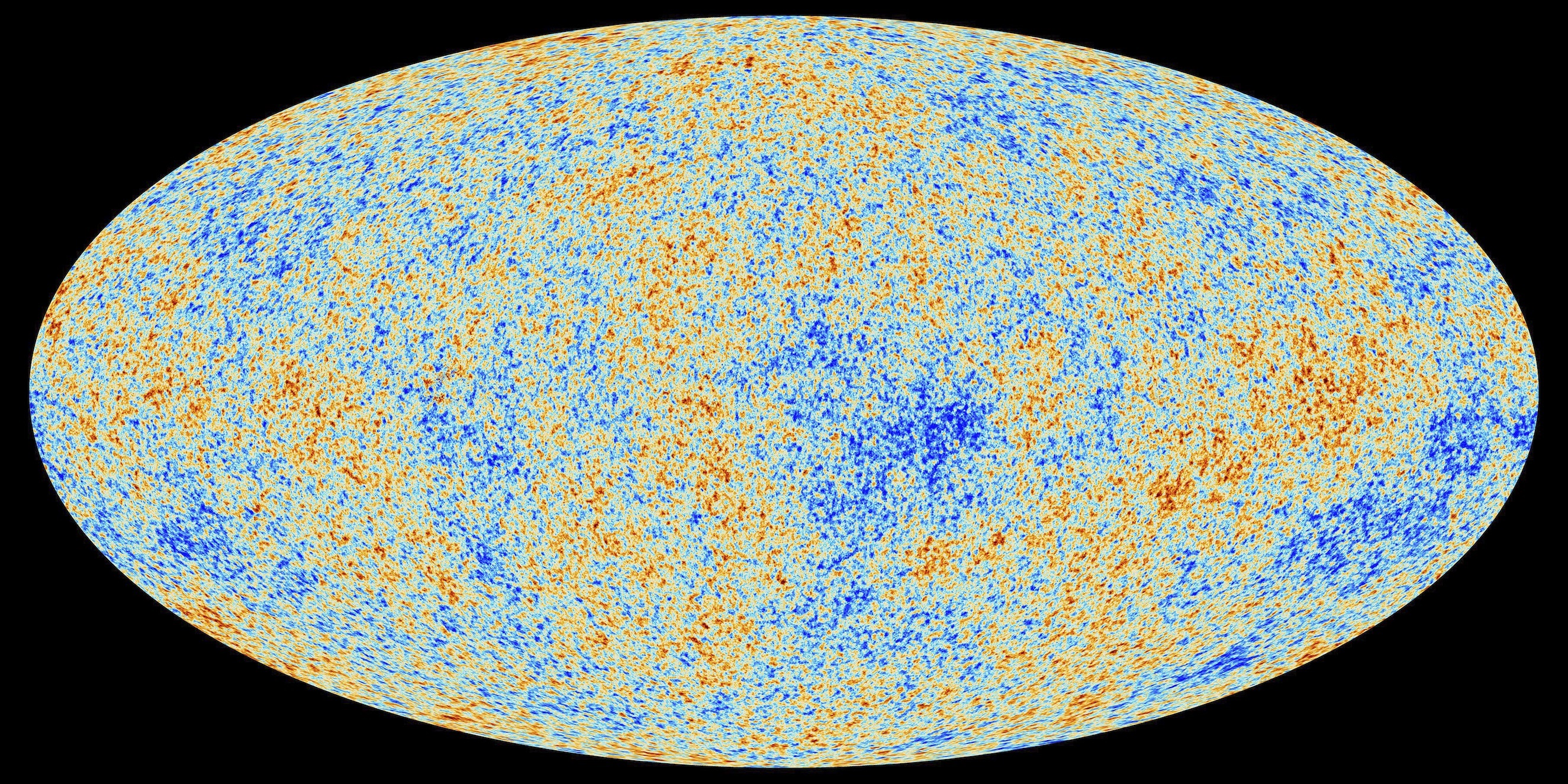
Fond diffus cosmologique (micro-ondes) tel que révélé par le télescope Planck (ESA).

La constante cosmologique est un paramètre ajouté par Einstein en février 1917 à ses équations de la relativité générale (1915), dans le but de rendre sa théorie compatible avec l'idée qu'il avait alors d'un Univers statique.
La constante cosmologique est notée {\displaystyle \Lambda },. Elle consiste en une grandeur scalaire, constante, dans l'espace-temps et ayant la dimension d'une courbure de l'espace, en m−2. Depuis la fin des années 1990, les développements de la cosmologie ont montré que l'expansion de l'Univers, interprétée en termes de masse et d'énergie, pouvait être attribuée à 68 % à une « énergie sombre » dont l'effet est celui de la constante cosmologique. Le mécanisme suivant lequel cette constante se manifeste reste mystérieux ; sa principale conséquence est qu'elle induit une sorte d'anti-gravité. Elle a le même effet qu'une densité d'énergie du vide intrinsèque {\displaystyle \rho _{\Lambda }}, associée à une pression négative {\displaystyle P_{\Lambda }}. La constante cosmologique est un candidat pour l'énergie sombre,,.

## Historique
En 1915, Einstein publie ses équations de la relativité générale, sans constante cosmologique Λ.
En 1917, Einstein rajoute le paramètre Λ à ses équations lorsqu'il se rend compte que sa théorie implique un univers dynamique pour lequel l'espace est fonction du temps. Il donne alors à cette constante une valeur très particulière pour forcer son modèle d'univers à demeurer statique et éternel (univers statique d'Einstein), ce qu'il appellera plus tard « la plus grande bêtise de sa vie ».
En 1922, le physicien russe Alexander Friedmann montre mathématiquement que les équations (avec Λ quelconque) restent valides dans un univers dynamique.
La même année, le mathématicien français Élie Cartan démontre la légitimité et la nécessité de l'ajout de la constante cosmologique,,.
En 1927, l'astrophysicien belge Georges Lemaître montre que l'univers est en expansion en combinant la relativité générale avec certaines observations astronomiques, celles d'Edwin Hubble notamment.
En 1931, Einstein accepte finalement la théorie d'un univers en expansion et propose, en 1932 avec le physicien et astronome hollandais Willem de Sitter, un modèle d'Univers en expansion continue à constante cosmologique nulle (espace-temps d'Einstein-De Sitter).
En 1998, deux équipes d'astrophysiciens menées, l'une par Saul Perlmutter, l'autre par Brian P. Schmidt et Adam Riess, réalisent des mesures sur de lointaines supernovæ et montrent que la vitesse de récession des galaxies par rapport à la Voie lactée augmente au cours du temps. L'Univers est en expansion accélérée, ce qui correspondrait à une constante Λ strictement positive. L'Univers contiendrait une mystérieuse énergie sombre produisant une force répulsive qui contrebalance le freinage gravitationnel produit par la matière contenue dans l'Univers (voir l'article modèle standard de la cosmologie). Pour ces travaux, Perlmutter, Schmidt et Riess reçoivent conjointement le Prix Nobel de physique en 2011.
En 2025, Les données du Dark Energy Spectroscopic Instrument (« Instrument spectroscopique de l'énergie noire ») indiquent que l'expansion de l'Univers s'est accélérée plus rapidement dans le passé qu'elle ne le fait actuellement, ce qui implique que le paramètre Λ n'est pas resté constant,.

## Commentaires d'Einstein sur la constante cosmologique
Après la découverte en 1929 du décalage vers le rouge par Edwin Hubble impliquant un Univers en expansion, Albert Einstein revient sur l'introduction de la constante cosmologique, la qualifiant de « plus grande bêtise de sa vie » (en tout cas d'après George Gamow, dans son autobiographie publiée en 1970). Néanmoins des découvertes récentes durant les années 1990, traitant des problèmes tels que l'énergie du vide, la théorie quantique des champs ou l'accélération de l'expansion de l'Univers, ont provoqué un regain d'intérêt pour ce paramètre, qui est par ailleurs compatible avec l'ensemble de la théorie de la relativité générale. 
Einstein écrit notamment :

« Le fait le plus important que nous tirons de l'expérience est que les vitesses relatives des étoiles sont très petites comparées à la vitesse de la lumière. »

Le 4 février 1917, soit quelques jours avant la présentation de son manuscrit à l'Académie de Prusse, Einstein écrit à Ehrenfest :

« J'ai encore commis quelque chose à propos de la théorie de la gravitation qui, d'une certaine façon, m'expose au danger de me faire interner dans un asile de fous. »

Le décalage vers le rouge des « nébuleuses spirales » lointaines ne sera confirmé qu'au début des années 1920 par l'astronome Vesto Slipher, puis interprété comme la signature d'un Univers en expansion. Après cette découverte, Einstein écrira le 23 mai 1923 une carte-postale adressée au mathématicien Weyl :

« Si l'Univers n'est pas quasi-statique, alors au diable la constante cosmologique ! »

Il qualifiera même ultérieurement son introduction de « plus grande bêtise de sa vie ».  Mais le problème n'est pas aussi simple : si la constante cosmologique est compatible avec les principes généraux de la Relativité générale, on ne peut pas la poser identiquement nulle a priori sans raisons.

## Densité d'énergie du vide
La constante cosmologique correspond à la densité moyenne d'énergie du vide sur des échelles cosmologiques. Comme indiqué ci-dessous, elle a l'effet d'une densité volumique d'énergie (homologue à une pression) intrinsèque au vide εΛ = {\displaystyle \rho _{\Lambda }\,c^{2}}, ou (suivant l'équivalence masse-énergie) à une densité de matière virtuelle {\displaystyle \rho _{\Lambda }} avec :
εΛ = {\displaystyle \rho _{\Lambda }\,c^{2}={\frac {c^{4}\Lambda }{8\pi G}}={\frac {F_{\mathrm {P} }\Lambda }{8\pi }}}
où {\displaystyle F_{\mathrm {P} }} représente la force de Planck.
La constante gravitationnelle étant de dimension M −1·L 3·T −2 et la densité d'énergie M·L −1·T −2, on voit que la constante cosmologique est de dimension L −2.
Les données finales de la mission Planck, avec H0 = 67,36 ± 0,54 km/s/Mpc (= 2,18 × 10−18 s−1), Ωm = 0,315 3 ± 0,007 3 et ΩΛ = 0,684 7 ± 0,007 3, donnent une valeur de la constante cosmologique Λ = 3 H02ΩΛ/c2 de l'ordre de 1,088 × 10−52 m−2, soit aussi (2,846 ± 0,076) × 10−122 l-2
Pl (en inverses de la longueur de Planck au carré, sachant que lPl = 1,616 × 10−35 m), ce qui permet aussi d'écrire une constante cosmologique sans dimension λ = Λ l2
Pl = 2,846 × 10−122.
L’expression  (3 / Λ)½ donne une longueur de l'ordre de 1026 m que l'on peut interpréter comme le rayon de Hubble « final » noté avec l'indice Λ, soit RΛ = c / HΛ, avec HΛ qui correspond au paramètre de Hubble « final » lorsqu'on approchera la situation extrême où ΩΛ → 1 (et donc Ωm → 0), c'est-à-dire où HΛ2 = c2 Λ / 3 = 3,3 × 10−36 s−2, soit HΛ = 1,8 × 10−18 s−1 = ~55,75 km/s/Mpc et donc RΛ = 1,67 × 1026 m = ~17,6 milliards d'années-lumière. Ce rayon de Hubble est celui de l'horizon de Hubble, ou horizon des photons, au-delà duquel la vitesse d'expansion dépasse c, la vitesse de la lumière. Le rayon de Hubble actuel, 1,376 × 1026 m = ~14,54 milliards d’années-lumière, est plus petit puisque le paramètre de Hubble actuel Ho est plus grand (voir la valeur ci-dessus, selon les données finales de la mission Planck) que cette valeur extrémale « finale » HΛ. 
Comme, du fait de l'accélération de l'expansion, le paramètre de Hubble décroît avec le temps, le rayon de Hubble croît avec le temps pour tendre vers cette valeur limite. Cette valeur finale HΛ peut aussi être traduite en durée de Hubble « finale » : tΛ = 1 / HΛ = 5,55 × 1017 s = ~17,6 milliards d'années. Au bout de cette durée, donc à cet âge de l'Univers, notre horizon cosmologique (qui est actuellement à ~13,7 milliards d'années-lumière et qui croît avec le temps qui passe) atteindra et coïncidera avec l'horizon de Hubble RΛ et ne pourra s'étendre plus loin.
À la longue, il n'y aura plus de galaxies lointaines qui pourraient nous apparaître (comme c'est le cas actuellement où notre ciel s'enrichit continuellement de probablement une nouvelle galaxie lointaine par heure du fait de l'accroissement continu de notre horizon cosmologique), mais au contraire, toutes les galaxies lointaines passeront désormais au-delà de cet horizon – l'expansion de l'espace se faisant à la vitesse de la lumière, c, exactement sur l'horizon de Hubble –, en un processus qui peu à peu videra notre sphère de Hubble de tout objet extragalactique, hormis le Groupe local de nos galaxies voisines tenues ensemble par la gravitation ; le ciel lointain sera de plus en plus vide au-delà du Groupe local. Cela n'est pas un point de vue particulier à la Terre ; il en sera de même pour tout autre point dans l'Univers.
Autre résultat : dans cette situation « finale » le paramètre de décélération, q, sera aussi extrême : qΛ → −1 (en regard de sa valeur actuelle déjà bien négative du fait de l'accélération de l'expansion, qo = −0,527 ; sa valeur valait 0 au moment, il y a quelque 6 milliards d'années, où l'expansion de l'Univers a commencé à accélérer), sachant que qo = ½ (Ωm − 2 ΩΛ) = ½ (1 − 3 ΩΛ) et avec l'hypothèse vérifiée déjà actuellement, selon les données de la mission Planck, que Ω = Ωm + ΩΛ ≈1, cette valeur de qΛ = −1 signifie que l'accélération de l'expansion atteindra alors sa valeur maximale.

### Calcul enthéorie quantique des champs

#### Méthode usuelle
Une autre approche consiste à tenter de déterminer quelle peut être l'énergie de fluctuation du vide à l'échelle de la longueur de Planck. La théorie quantique des champs possède des fluctuations du vide qui peuvent s'interpréter comme un terme de constante cosmologique, ce qui conduit à une valeur de {\displaystyle \Lambda } de l'ordre de l'inverse de la surface de Planck, soit 3,83 × 10+69 m−2. L'ordre de grandeur de cette seconde estimation est largement incompatible avec les mesures actuelles, par un facteur 10120. La différence entre les deux, dite « catastrophe du vide », est régulièrement qualifiée de « plus mauvaise des estimations théoriques en physique ».
L'origine de cet écart est inconnue à ce jour.

#### Méthode du front de lumière
Il a été argumenté que le problème du facteur 10120 provient d'un mauvais choix de référentiel lors de la seconde quantification. Ce choix introduit des artifices lors du calcul nécessairement approximatif (fait en théorie des perturbations) de l'énergie du vide. 
De fait, le calcul de l'énergie du vide dans un formalisme explicitement indépendant du choix de référentiel résulte en une contribution nulle de l'énergie du vide à la constante cosmologique. Ce formalisme, dû à Paul Dirac, est la méthode de la quantification sur le front de lumière. C'est une alternative rigoureuse à la méthode usuelle de seconde quantification. La causalité et l'indépendance du choix de référentiel (invariance de Poincaré) y sont explicites, contrairement à la méthode usuelle. Sur le front de lumière, le vide quantique est défini comme l'état quantique de plus faible masse au repos.
Sur le front de lumière, il n'y a pas de fluctuations quantiques du vide, car toutes les particules ont une quantité de mouvement positive, p+ = p0 + p3. Puisque p+ est conservée, les particules ne peuvent se coupler au vide puisque celui-ci a p+ = 0.
Ces caractéristiques rendent le vide quantique essentiellement trivial, sans phénomènes dynamiques tels que les condensats. En revanche, les fluctuations quantiques apparaissent dans la méthode de seconde quantification usuelle, mais les effets physiques dépendent du choix arbitraire du référentiel de Lorentz. Ce fait, ainsi que la violation de la causalité indiquent que ces résultats ne peuvent pas représenter le vide physique.
Ces faits sont établis depuis longtemps,. En 2011, S Brodskyet & R Shrock ont montré que l'absence de condensats implique que dans le modèle standard de la physique des particules , il n'y a aucune contribution de l'électrodynamique quantique, de l'interaction faible et de la chromodynamique quantique à la constante cosmologique. Celle-ci est donc prédite nulle dans un espace-temps plat. Cela a ensuite été validé et développé, par d'autres théoriciens importants de QCD.
Dans le cas du mécanisme de Higgs, l'espérance mathématique dans le vide du champ de Higgs, calculée dans la méthode de seconde quantification usuelle est remplacée par un champ scalaire constant avec kμ = 0. Les prédictions phénoménologiques sont inchangées en utilisant le formalisme du front de lumière. Étant donné que le champ scalaire constant n'a pas de densité d'énergie ou de quantité de mouvement, il ne contribue pas à la constante cosmologique.
En conséquence, la petite valeur non nulle de la constante cosmologique doit provenir d'autres mécanismes ; par exemple, une légère courbure de la forme de l'Univers (qui n'est pas exclue à 0,4 % près (en 2017) ,,) pourrait modifier l'état du vide du champ de Higgs, ce qui pourrait éventuellement produire une contribution non nulle à la constante cosmologique.

## Description mathématique
Cet article suit les conventions de signe classiques de Misner, Thorne et Wheeler ; il adopte également la convention de sommation d'Einstein.
On considère un espace-temps caractérisé par le tenseur métrique {\displaystyle g_{\mu \nu }} de signature (-, +, +, +). On note {\displaystyle R_{\mu \nu }} le tenseur de Ricci associé, et {\displaystyle R=g^{\mu \nu }R_{\mu \nu }} la courbure scalaire.

### Introduction
La constante cosmologique est le terme mathématique, noté {\displaystyle \Lambda }, qui apparaît dans l'équation d'Einstein, à partir de laquelle tous les modèles cosmologiques sont dérivés :
G la constante gravitationnelle (environ 6,673 84 × 10−11 m3 kg−1 s−2), c la célérité de la lumière (exactement 299 792 458 m s−1, par définition), et {\displaystyle T_{\mu \nu }} le tenseur énergie-impulsion, donné en J/m3 en SI. La constante 8πG/c4 = κ est la constante gravitationnelle d'Einstein, qui vaut environ 2 × 10−43 m/J. La dimension de toute l'équation est donc l'inverse d'une longueur au carré, comme l'est la dimension de Λ.
Mathématiquement, le membre de gauche de cette équation, qui représente la géométrie de l'espace-temps, est la forme la plus générale d'un tenseur covariant dont la dérivée covariante soit identiquement nulle. En effet, lorsque la connexion est associée à la métrique, on a :
et les identités de Bianchi s'écrivent :
On en déduit que le tenseur énergie-impulsion, qui décrit la distribution de matière et d'énergie dans l'espace-temps, est conservé (de façon covariante) :

### Interprétation physique
Le terme contenant la constante cosmologique peut se placer à droite de l'équation en changeant son signe, et l'égalité reste bien évidemment vérifiée :
Cependant, de ce côté droit, le terme prend une signification différente, puisqu'il est du « côté de l'énergie-impulsion ». On cherche alors une forme d'énergie que le tenseur d'énergie-impulsion décrivant la matière et/ou le rayonnement ordinaires ne contiendrait pas, mais qui serait décrit par le terme de constante cosmologique :
Cette expression est celle d'un fluide parfait dont la densité d'énergie volumique serait :
c'est-à-dire que sa masse volumique {\displaystyle \rho _{\Lambda }} vaudrait :
et dont la pression serait négative :
La constante cosmologique contribue ainsi à ce que l'on appelle l'énergie du vide.

### Limite newtonienne pour un fluide parfait
On se place à la limite des champs faibles :
où {\displaystyle \eta _{\mu \nu }} est la métrique plate de Minkowski. Considérons un espace-temps statique, dont la métrique se met sous la forme :
Supposons cet univers statique rempli d'un fluide parfait au repos dont la masse volumique est {\displaystyle \rho } et la pression {\displaystyle P}. À la limite newtonienne, la pression est faible devant la densité d'énergie : {\displaystyle P\ll \rho c^{2}}. De plus, la composante temporelle de la métrique s'écrit en première approximation :
{\displaystyle g_{00}\ \sim \ 1\ -\ {\frac {2V}{c^{2}}}}
où {\displaystyle V} est le potentiel newtonien de gravitation ({\displaystyle V\ll c^{2}}). L'équation d'Einstein se réduit alors à une équation de Poisson, modifiée par le terme cosmologique :
{\displaystyle \Delta \,V\ =\ 4\pi G\ \left[\ \rho \ -\ 2\,\rho _{\Lambda }\ \right]}
Pour un fluide réel, la masse volumique est toujours positive et l'effet gravitationnel est toujours attractif. En revanche, avec une constante cosmologique positive, la masse volumique associée est aussi positive, et la présence du signe « moins » entraîne un effet gravitationnel répulsif.